# Minangkabau
I Minangkabau (in minangkabau: Urang Awak) sono un gruppo etnico che per lo più abita la costa occidentale di Sumatra.